# Liga LGT 2009
La temporada 2009 de la Liga LGT fue la séptima edición de la competición de traineras organizada por la Liga Noroeste de Traineras. Compitieron 14 equipos encuadrados en un único grupo. La temporada regular comenzó el 16 de junio en Ares (La Coruña) y terminó el 31 de agosto en San Xurxo (La Coruña). Las dos últimas jornadas coincidieron con el desarrollo de los play-off previo para el ascenso a la Liga ACT.

## Sistema de competición
La Liga LGT estuvo compuesta por un único grupo que disputó un calendario de regatas durante la fase regular. Al finalizar dicho calendario y para decidir los ascensos y descensos entre la Liga ACT y la Liga LGT se disputó un play-off de ascenso a Liga ACT en el que se compitió por 2 plazas en la Liga ACT entre el penúltimo clasificado de dicha competición, ya que el último desciende directamente, los 2 primeros de la Liga LGT y los 2 primeros del Grupo 1 de la Liga ARC.
Las regatas de disputaron en tandas en líneas con cuatro, cinco o seis calles excepto la primera jornada del Trofeo Teresa Herrera que se compitió en modalidad contrarreloj. En todos los casos la distancia a bogar en cada regata fue de 3 millas náuticas que equivalen a 5556 metros. La regata Trofeo Teresa Herrera fue puntuable y los puntos se asignaron según el resultado de sumar los tiempos obtenidos en cada una de las dos jornadas disputadas.

## Calendario

### Temporada regular
Las siguientes regatas tuvieron lugar en 2009.
| Orden | Regata                                     | Fecha        | Hora  | Localidad            | Provincia  |
| ----- | ------------------------------------------ | ------------ | ----- | -------------------- | ---------- |
| 1     | IV Bandera Concejo de Muros                | 14 de junio  | 11:30 | Esteiro              | La Coruña  |
| 2     | II Bandera Concejo de Ares                 | 21 de junio  | 11:30 | Ares                 | La Coruña  |
| 3     | XXII Bandera de Cangas                     | 4 de julio   | 17:30 | Cangas de Morrazo    | Pontevedra |
| 4     | XIX Bandera Concejo de Boiro               | 5 de julio   | 11:30 | Boiro                | La Coruña  |
| 5     | IV Bandera Concejo de Puebla               | 11 de julio  | 17:30 | Puebla del Caramiñal | La Coruña  |
| 6     | V Bandera Concejo de Rianjo                | 12 de julio  | 11:30 | Rianjo               | La Coruña  |
| 7     | VII Bandera Concejo de Poyo                | 18 de julio  | 17:30 | Poyo                 | Pontevedra |
| 8     | I Bandera Cofradía de Pescadores San Telmo | 18 de julio  | 11:30 | Poyo                 | Pontevedra |
| 9     | XXV Bandera Concejo de El Grove            | 26 de julio  | 11:30 | El Grove             | Pontevedra |
| 10    | VIII Trofeo Teresa Herrera                 | 2 de agosto  | 11:30 | La Coruña            | La Coruña  |
| 11    | XXII Bandera de Redondela                  | 15 de agosto | 11:30 | Chapela              | Pontevedra |
| 12    | XIX Bandera Concejo de Oleiros             | 16 de agosto | 11:30 | Santa Cristina       | La Coruña  |
| 13    | VI Bandera Concejo de Ferrol               | 22 de agosto | 17:30 | Playa de San Xurxo   | La Coruña  |
| 14    | XV Bandera Concejo de Villagarcía          | 23 de agosto | 11:30 | Villajuán            | Pontevedra |
| 15    | XVII Bandera Concejo de Vigo               | 30 de agosto | 11:30 | Vigo                 | Pontevedra |

### Play-off de ascenso a Liga ACT
| Orden | Regata      | Fecha            | Hora  | Provincia |
| ----- | ----------- | ---------------- | ----- | --------- |
| 1     | Bermeo      | 19 de septiembre | 16:30 | Vizcaya   |
| 2     | Portugalete | 20 de septiembre | 12:00 | Vizcaya   |

## Traineras participantes
| Equipo             | Nombre de la Trainera     | Localidad            | Provincia  | Localización de los equipos                                                                           |
| ------------------ | ------------------------- | -------------------- | ---------- | --- |
| Esteirana          | Esteirana                 | Esteiro              | La Coruña  | Esteirana Puebla Cabo Amegrove Mecos Coruxo Vigo Rianxo Cangas Vilaxoan Chapela Perillo A Cabana Ares |
| Puebla             | Carmela                   | Puebla del Caramiñal | La Coruña  | Esteirana Puebla Cabo Amegrove Mecos Coruxo Vigo Rianxo Cangas Vilaxoan Chapela Perillo A Cabana Ares |
| Cabo de Cruz       | Cabo da Cruz              | Boiro                | La Coruña  | Esteirana Puebla Cabo Amegrove Mecos Coruxo Vigo Rianxo Cangas Vilaxoan Chapela Perillo A Cabana Ares |
| Amegrove-Interrías | Pabliño                   | El Grove             | Pontevedra | Esteirana Puebla Cabo Amegrove Mecos Coruxo Vigo Rianxo Cangas Vilaxoan Chapela Perillo A Cabana Ares |
| Mecos              | Mequiña                   | El Grove             | Pontevedra | Esteirana Puebla Cabo Amegrove Mecos Coruxo Vigo Rianxo Cangas Vilaxoan Chapela Perillo A Cabana Ares |
| Coruxo             | Fontaíña                  | Vigo                 | Pontevedra | Esteirana Puebla Cabo Amegrove Mecos Coruxo Vigo Rianxo Cangas Vilaxoan Chapela Perillo A Cabana Ares |
| Náutico de Vigo    | Real Club Náutico de Vigo | Vigo                 | Pontevedra | Esteirana Puebla Cabo Amegrove Mecos Coruxo Vigo Rianxo Cangas Vilaxoan Chapela Perillo A Cabana Ares |
| Rianxo             | Concello de Rianxo        | Rianjo               | La Coruña  | Esteirana Puebla Cabo Amegrove Mecos Coruxo Vigo Rianxo Cangas Vilaxoan Chapela Perillo A Cabana Ares |
| Vila de Cangas     | Balea                     | Cangas de Morrazo    | Pontevedra | Esteirana Puebla Cabo Amegrove Mecos Coruxo Vigo Rianxo Cangas Vilaxoan Chapela Perillo A Cabana Ares |
| Vilaxoan           | A Revenida                | Villajuán de Arosa   | Pontevedra | Esteirana Puebla Cabo Amegrove Mecos Coruxo Vigo Rianxo Cangas Vilaxoan Chapela Perillo A Cabana Ares |
| Chapela            | Arealonga                 | Redondela            | Pontevedra | Esteirana Puebla Cabo Amegrove Mecos Coruxo Vigo Rianxo Cangas Vilaxoan Chapela Perillo A Cabana Ares |
| Perillo-Salgado    | Perillo                   | Perillo              | La Coruña  | Esteirana Puebla Cabo Amegrove Mecos Coruxo Vigo Rianxo Cangas Vilaxoan Chapela Perillo A Cabana Ares |
| A Cabana           | Albatros                  | La Cabana            | La Coruña  | Esteirana Puebla Cabo Amegrove Mecos Coruxo Vigo Rianxo Cangas Vilaxoan Chapela Perillo A Cabana Ares |
| Ares               | Santa Olalla de Lubre     | Ares                 | La Coruña  | Esteirana Puebla Cabo Amegrove Mecos Coruxo Vigo Rianxo Cangas Vilaxoan Chapela Perillo A Cabana Ares |

Los clubes participantes están ordenados geográficamente, de oeste a este.

### Equipos por provincia
| Provincia  | N. | Equipos                                                                         |
| ---------- | -- | ------------------------------------------------------------------------------- |
| La Coruña  | 8  | A Cabana, Ares, Cabo de Cruz, Esteirana, Mecos, Perillo-Salgado, Puebla, Rianxo |
| Pontevedra | 6  | Amegrove-Interrías, Chapela, Coruxo, Náutico de Vigo, Vila de Cangas, Vilaxoan  |

### Ascensos y descensos
| Pos. | Ascendido a Liga ACT 2009 |
| ---- | ------------------------- |
| 3.º  | Samertolameu              |

| Pos. | Descendido de Liga ACT 2008 |
| ---- | --------------------------- |
| 9.º  | Cabo de Cruz                |

| Pos. | Clubes de temporada 2008 no inscritos |
| ---- | ------------------------------------- |
| 12.º | Bueu                                  |
| 15.º | San Felipe                            |

     Ascenso después de play-off.

     Descenso administrativo o desaparición.
El Club de Remo Cabo de Cruz renunció a competir en la Liga ACT por lo que perdió la categoría.

## Clasificación

### Temporada regular
A continuación se recoge la clasificación en cada una de las regatas disputadas.

#### Puntuaciones
Los puntos se reparten entre los diéciseis participantes en cada regata.
| Posición | 1.º | 2.º | 3.º | 4.º | 5.º | 6.º | 7.º | 8.º | 9.º | 10.º | 11.º | 12.º | 13.º | 14.º |
| -------- | --- | --- | --- | --- | --- | --- | --- | --- | --- | ---- | ---- | ---- | ---- | ---- |
| Puntos   | 14  | 13  | 12  | 11  | 10  | 9   | 8   | 7   | 6   | 5    | 4    | 3    | 2    | 1    |

#### Resultados por regata
| Pos. | Club               | Trainera                  | 1 MUR | 2 ARE | 3 CAN | 4 BOI | 5 PUE | 6 RIA | 7 POY | 8 COF | 9 GRO | 10 TER | 11 RED | 12 OLE | 13 FER | 14 VIL | 15 VIG | Puntos |
| ---- | ------------------ | ------------------------- | ----- | ----- | ----- | ----- | ----- | ----- | ----- | ----- | ----- | ------ | ------ | ------ | ------ | ------ | ------ | ------ |
| 1    | Cabo de Cruz       | Cabo da Cruz              | 2     | 2     | 4     | 3     | 1     | 4     | 3     | 1     | 1     | 5      | 4      | 5      | 2      | 2      | 5      | 181    |
| 2    | Náutico de Vigo    | Real Club Náutico de Vigo | 4     | 1     | 1     | 6     | 2     | 2     | 1     | 5     | 5     | 6      | 3      | 3      | 5      | 6      | 1      | 174    |
| 3    | Mecos              | Mequiña                   | 3     | 9     | 5     | 1     | 5     | 3     | 4     | 6     | 4     | 1      | 1      | 2      | 7      | 1      | 2      | 171    |
| 4    | Chapela            | Arealonga                 | 1     | 4     | 2     | 2     | 4     | 5     | 7     | 3     | 7     | 2      | 2      | 6      | 1      | 5      | 3      | 171    |
| 5    | Perillo-Salgado    | Perillo                   | 5     | 7     | 3     | 5     | 6     | 1     | 2     | 2     | 3     | 3      | 6      | 4      | 4      | 3      | 4      | 167    |
| 6    | Amegrove-Interrías | Pabliño                   | DSQ   | 3     | 8     | 4     | 3     | 6     | 6     | 4     | 2     | 4      | 5      | 1      | 3      | 4      | 6      | 152    |
| 7    | Vilaxoan           | A Revenida                | 7     | 10    | 6     | 8     | 7     | 8     | 5     | 8     | 8     | 8      | 8      | 10     | 12     | 7      | 10     | 103    |
| 8    | Ares               | Santa Olalla de Lubre     | 9     | 6     | 12    | 9     | 8     | 7     | 8     | 12    | 6     | 9      | 10     | 12     | 6      | 10     | 9      | 92     |
| 9    | A Cabana           | Albatros                  | 11    | 8     | 10    | 12    | 12    | 12    | 9     | 7     | 9     | 7      | 7      | 7      | 9      | 9      | 7      | 89     |
| 10   | Esteirana          | Esteirana                 | 6     | 12    | 7     | 7     | 10    | 11    | 12    | 10    | 10    | 10     | 11     | 9      | 8      | 11     | 8      | 83     |
| 11   | Puebla             | Carmela                   | 8     | 5     | 9     | 10    | 11    | 9     | 11    | 9     | 11    | 11     | 9      | 8      | 11     | 8      | 12     | 83     |
| 12   | Vila de Cangas     | Balea                     | 10    | 11    | 11    | 11    | 9     | 10    | 10    | 11    | 12    | 12     | 12     | 11     | 10     | 12     | 11     | 62     |
| 13   | Coruxo             | Fontaíña                  | 12    | 13    | 13    | 13    | 13    | 14    | 13    | 14    | 13    | 13     | 13     | 14     | 13     | 14     | 13     | 27     |
| 14   | Rianxo             | Concello de Rianxo        | 13    | 14    | 14    | 14    | 14    | 13    | 14    | 13    | 14    | 14     | 14     | 13     | 14     | 13     | 14     | 20     |

| Color  | Resultado           |
| ------ | ------------------- |
| Oro    | Ganador             |
| Plata  | Segundo             |
| Bronce | Tercero             |
| Verde  | Puntuó              |
| Negro  | DSQ - Descalificada |

La trainera de Amegrove-Interrías fue descalificada en la IV Bandera Concejo de Muros por no presentarse al control de embarque previo obligatorio. Se la asigna un punto.

#### Palmarés
| Pos. | Club               | Victorias | Segundas | Terceras | Puntos | Ascenso o descenso  |
| ---- | ------------------ | --------- | -------- | -------- | ------ | ------------------- |
| 1    | Cabo de Cruz       | 3         | 4        | 2        | 181    | Play-off de ascenso |
| 2    | Náutico de Vigo    | 4         | 2        | 2        | 174    | Play-off de ascenso |
| 3    | Mecos              | 4         | 2        | 2        | 171    |                     |
| 4    | Chapela            | 2         | 4        | 2        | 171    |                     |
| 5    | Perillo-Salgado    | 1         | 2        | 4        | 167    |                     |
| 6    | Amegrove-Interrías | 1         | 1        | 3        | 152    |                     |
| 7    | Vilaxoan           | -         | -        | -        | 103    |                     |
| 8    | Ares               | -         | -        | -        | 92     |                     |
| 9    | A Cabana           | -         | -        | -        | 89     |                     |
| 10   | Esteirana          | -         | -        | -        | 83     |                     |
| 11   | Puebla             | -         | -        | -        | 83     |                     |
| 12   | Vila de Cangas     | -         | -        | -        | 62     |                     |
| 13   | Coruxo             | -         | -        | -        | 27     |                     |
| 14   | Rianxo             | -         | -        | -        | 20     |                     |

### Play-off de ascenso a Liga ACT
Las traineras clasificadas para disputar el play-off de ascenso, Cabo de Cruz y Náutico de Vigo, renunciaron a participar en el mismo. Debido a esta renuncia, Mecos pudo optar a disputar el play-off, viéndose obligado a renunciar también por la falta de remeros en su plantilla.
Los puntos se reparten entre los tres participantes en cada regata.
| Posición | 1.º | 2.º | 3.º |
| -------- | --- | --- | --- |
| Puntos   | 4   | 3   | 2   |